# Biserica Sfântul Mare Mucenic Dimitrie din Hărău

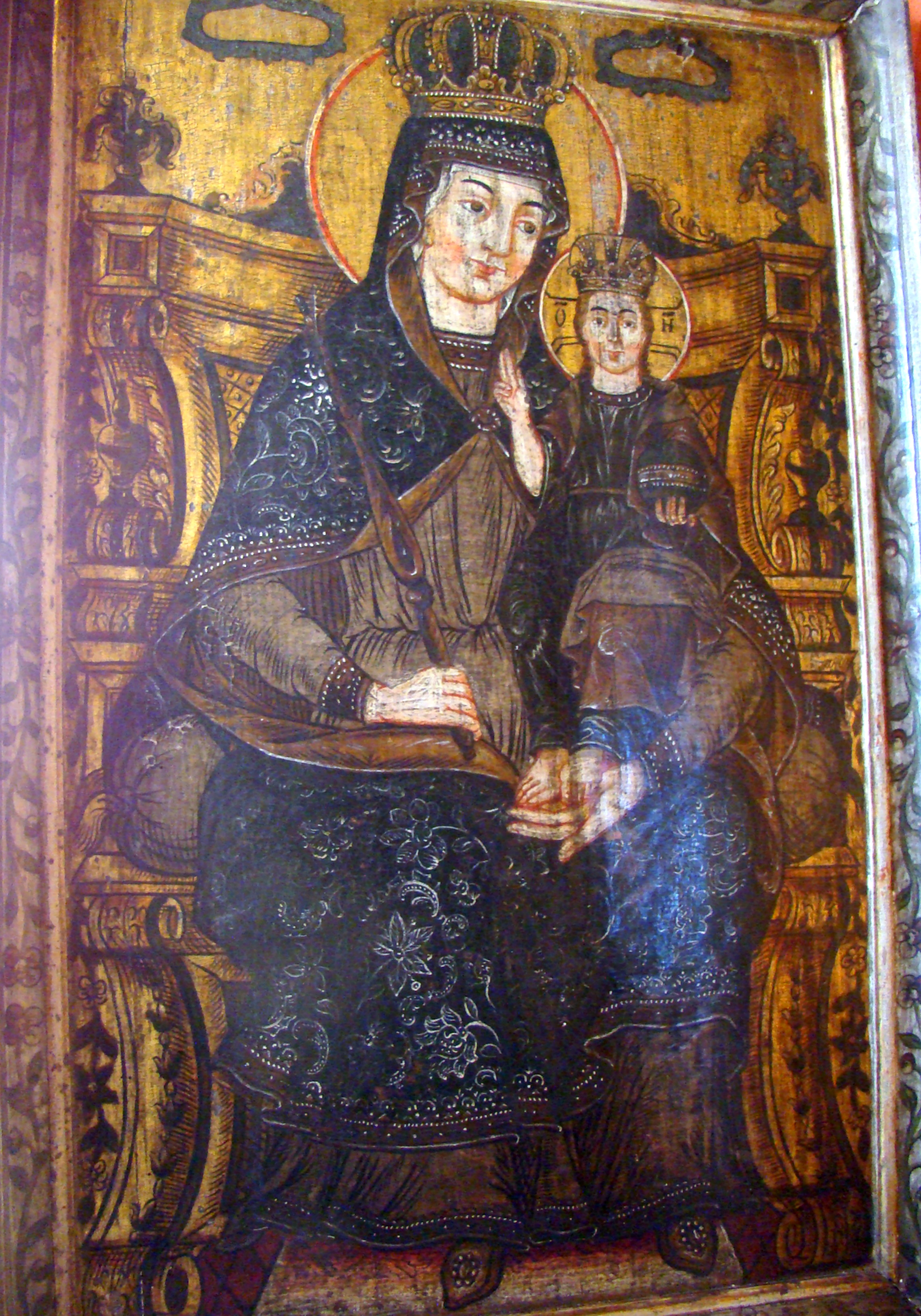
Icoană împărătească: „Maria cu Pruncul” (Stan Zugravul din Rășinari)

Biserica „Sfântul Mare Mucenic Dimitrie” din Hărău este un monument istoric aflat pe teritoriul satului Hărău, comuna Hărău.

## Istoric și trăsături
Este un edificiu masiv, din piatră și cărămidă arsă, alcătuit dintr-un 
altar semicircular ușor decroșat, un naos dreptunghiular, despărțit de pronaos  printr-un zid, și un turn-clopotniță robust, cu foișor deschis din lemn și fleșă  zveltă. În dreptul unicei intrări, amplasată pe latura sudică a navei, a fost adăugat, în cursul amplei renovări din 1980, un pridvor spațios, închis; alte  reparații s-au executat în anii 2008-2009.
La interior se mai sesizează câteva fragmente degradate dintr-un  vechi decor pictural, executat în tehnica frescă. 
Din zestrea de altădată a lăcașului s-au păstrat doar icoanele împărătești, executate, pe la 1770, de către Stan Zugravul din Rășinari. Cele patru clopote din bronz au fost turnate în anul 1884. Din 2009, biserica este folosită pe post de capelă.
Învelitoarea de șiță, ferestrele înguste și scunde, precum și cei doi contraforți apuseni ai turnului îi conferă edificiului un farmec arhaic aparte. În lipsa unei cercetări arheologice corespunzătoare, vechimea bisericii nu poate fi stabilită însă cu exactitate. Pe baza similitudinilor arhitecturale cu alte edificii ecleziastice din județ, începuturile îi pot fi coborâte cel puțin până în secolul al XVI-lea; supraînălțarea pereților navei și, probabil, prelungirea acesteia spre răsărit prin absida actuală aparțin, în acest caz, unui șantier constructiv tardiv. Cu toate acestea, lăcașul este menționat abia în tabelele conscripțiilor din anii 1761 1762, 1805 și 1829-1831 și pe harta iosefină a Transilvaniei (1769 1773).
Din pricina degradării pereților, în 1959 s-a încercat ridicarea unei noi biserici; refractare, autoritățile comuniste s-au opus, arestându-l pe preotul Romulus Albu (1942-1959) și reducând în 1960 parohia la statut de filie.

## Imagini din exterior

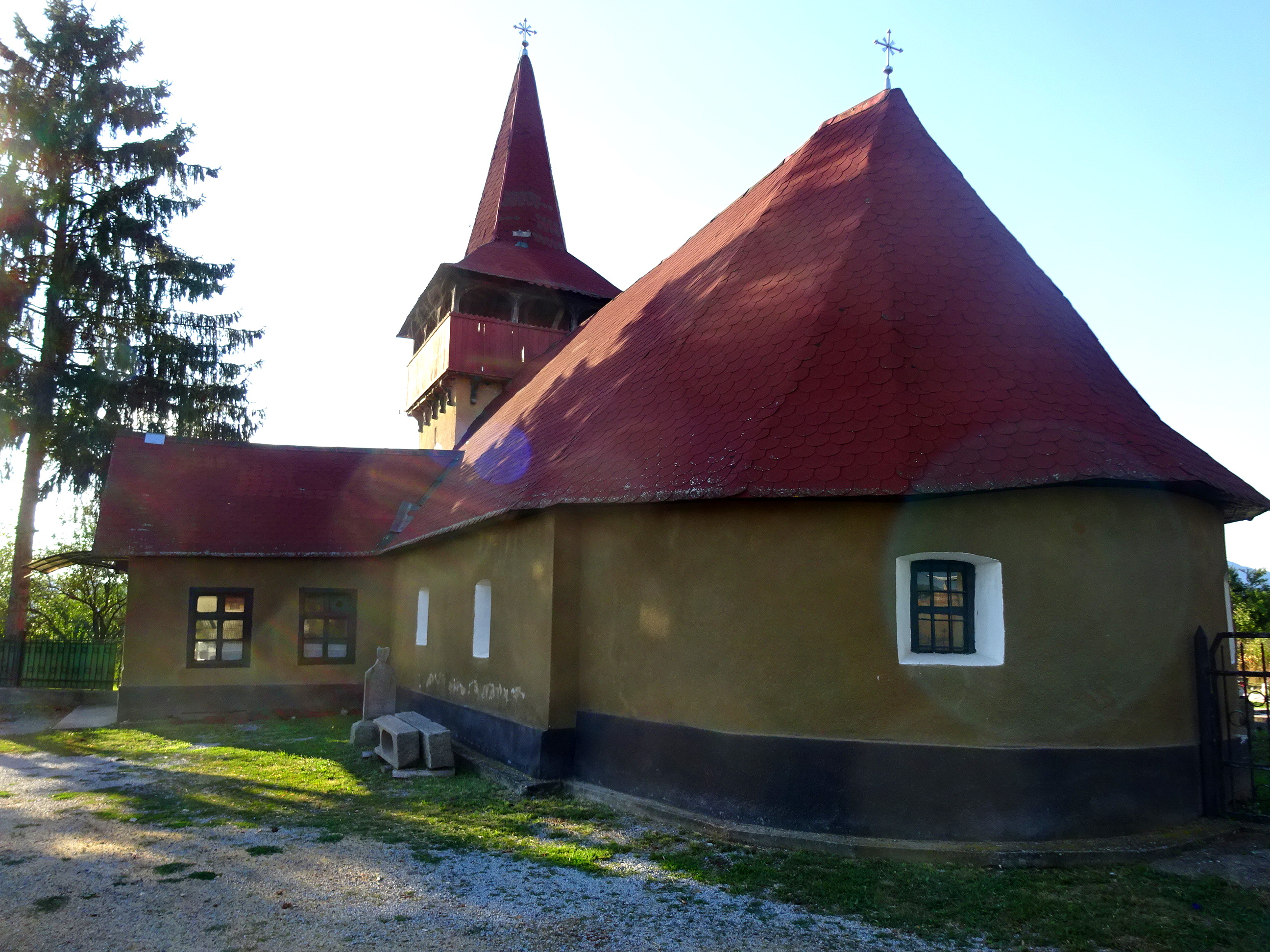
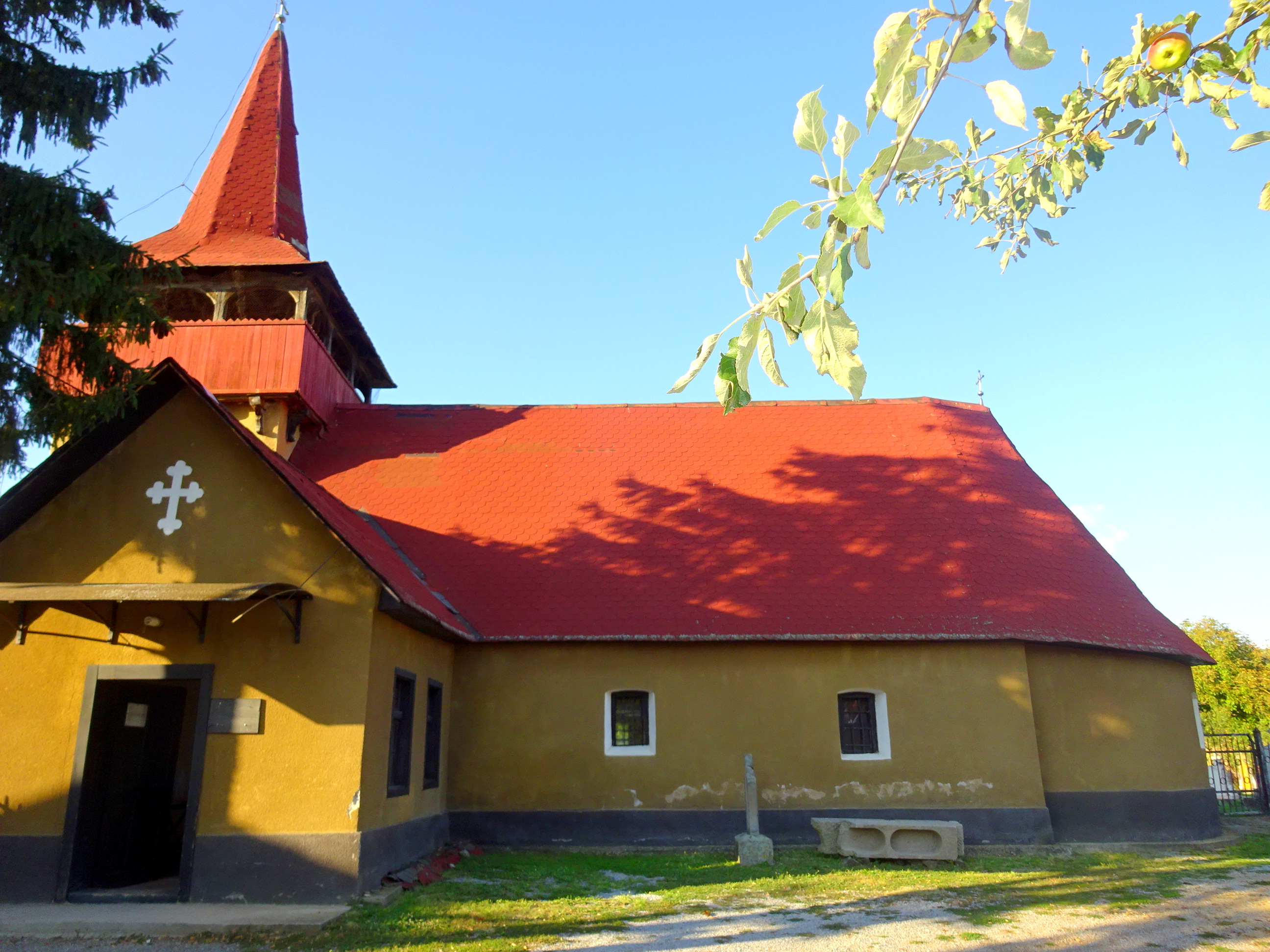
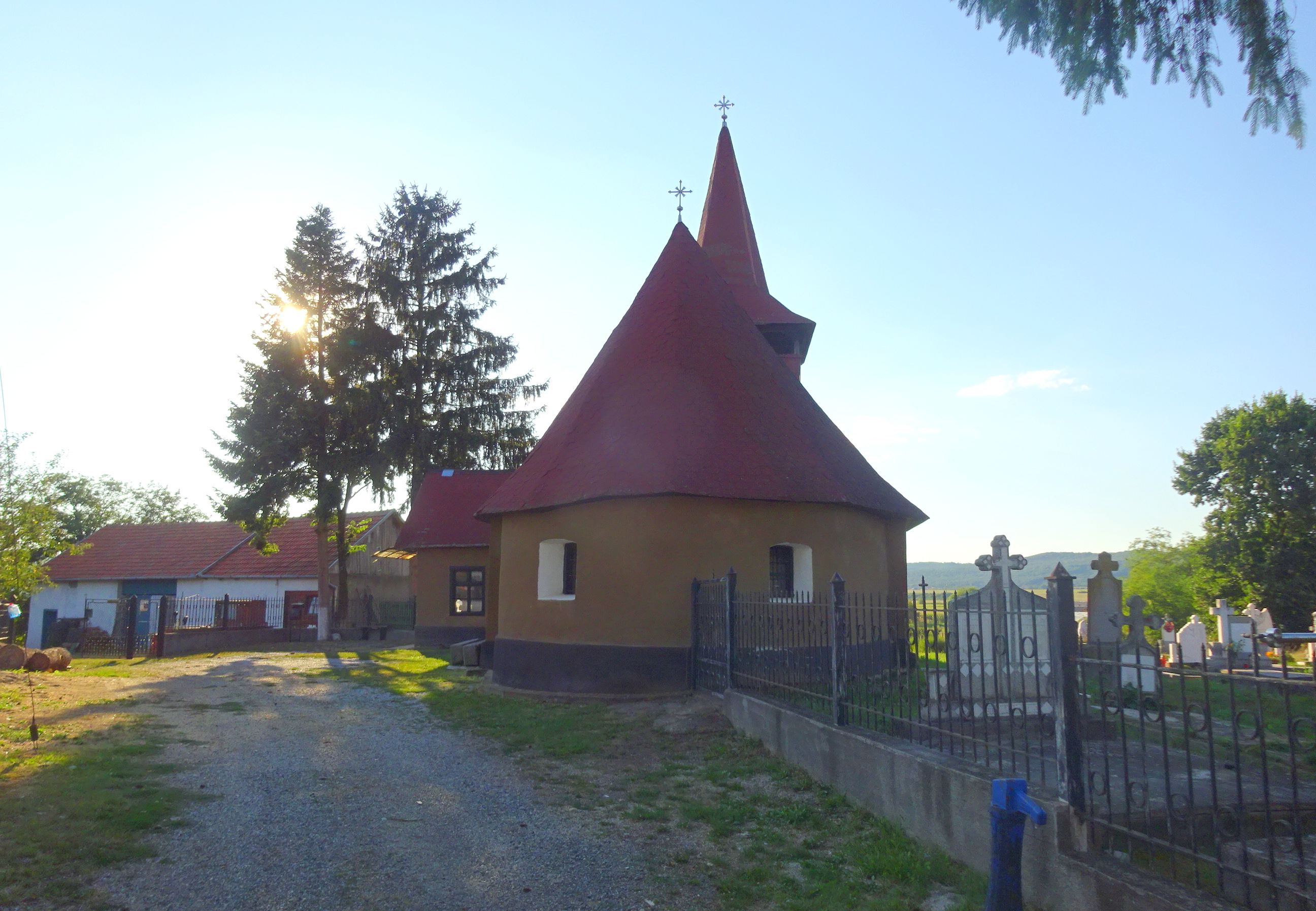
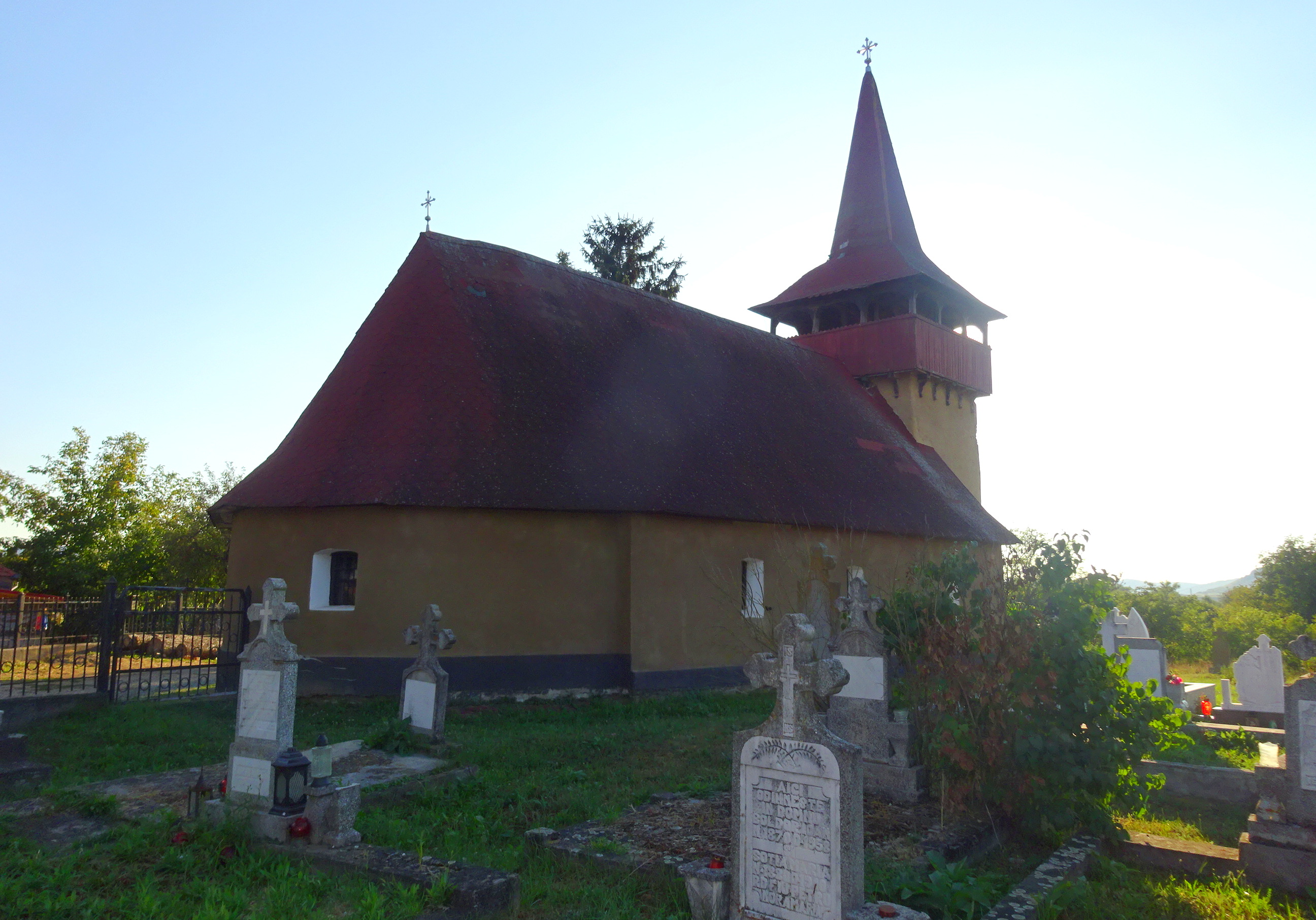
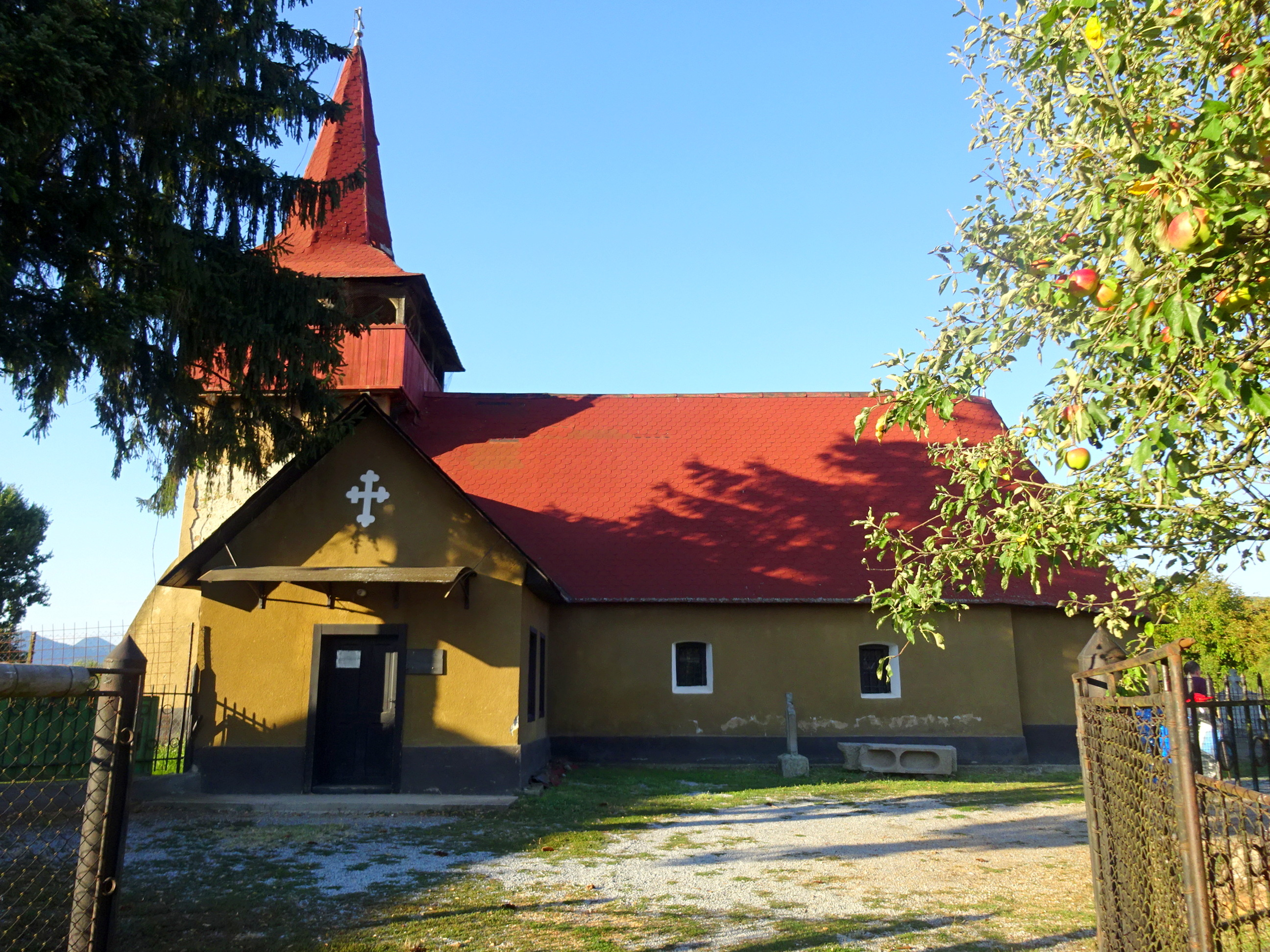
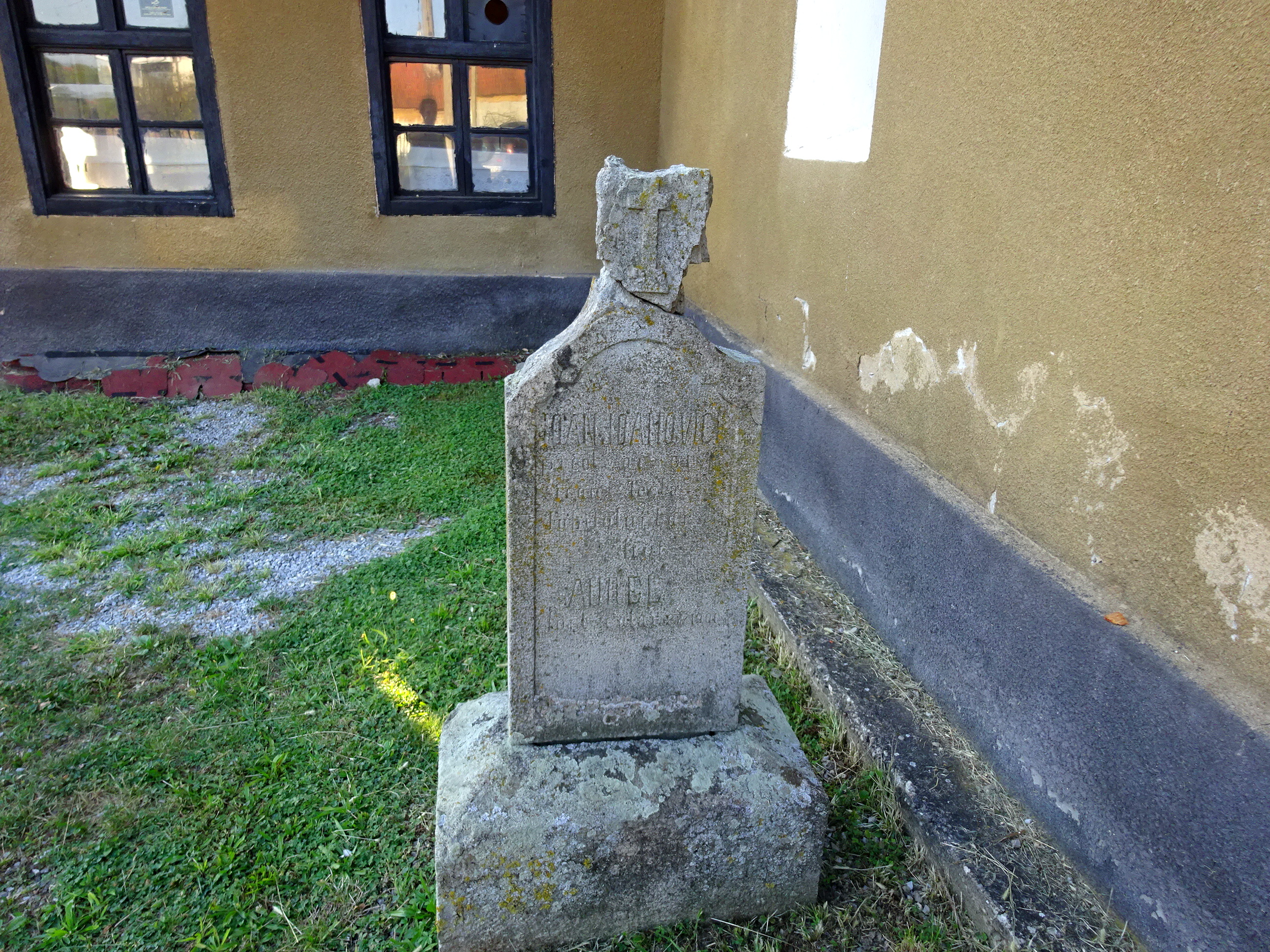
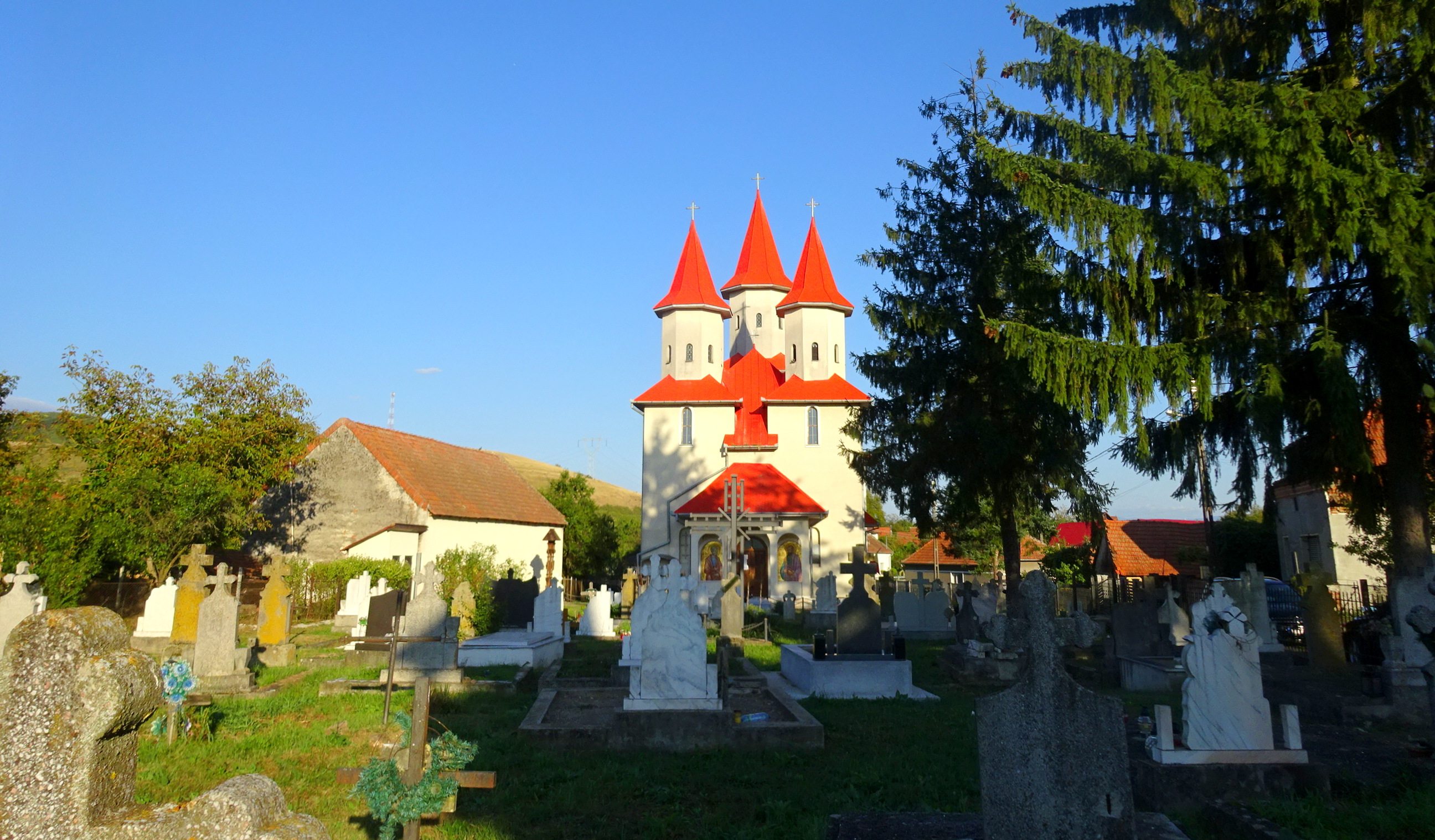
Biserica nouă cu hramul „Sfinții Apostoli Petru și Pavel” din Hărău aflată în imediata apropiere
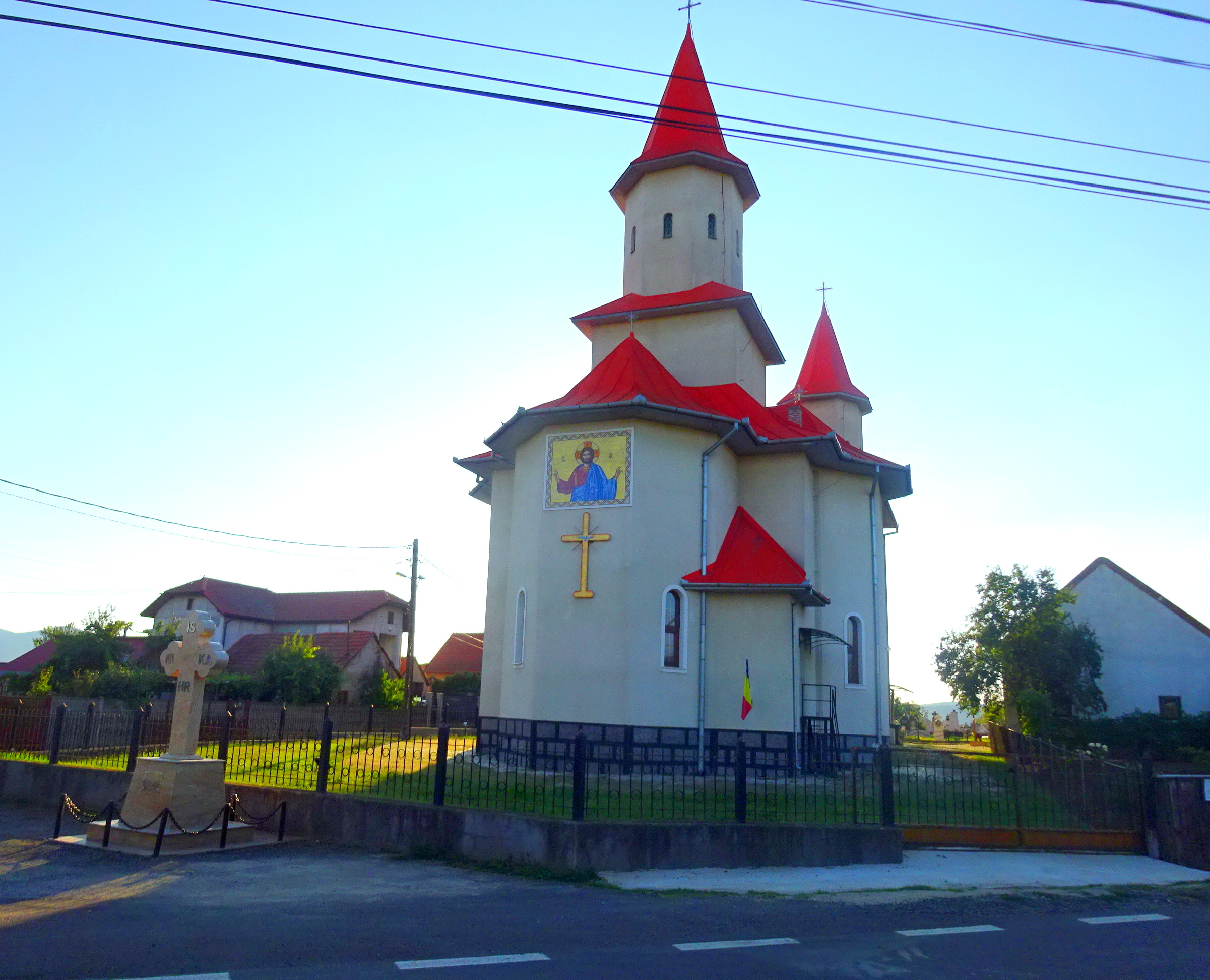
Biserica nouă cu hramul „Sfinții Apostoli Petru și Pavel” din Hărău aflată în imediata apropiere

## Imagini din interior

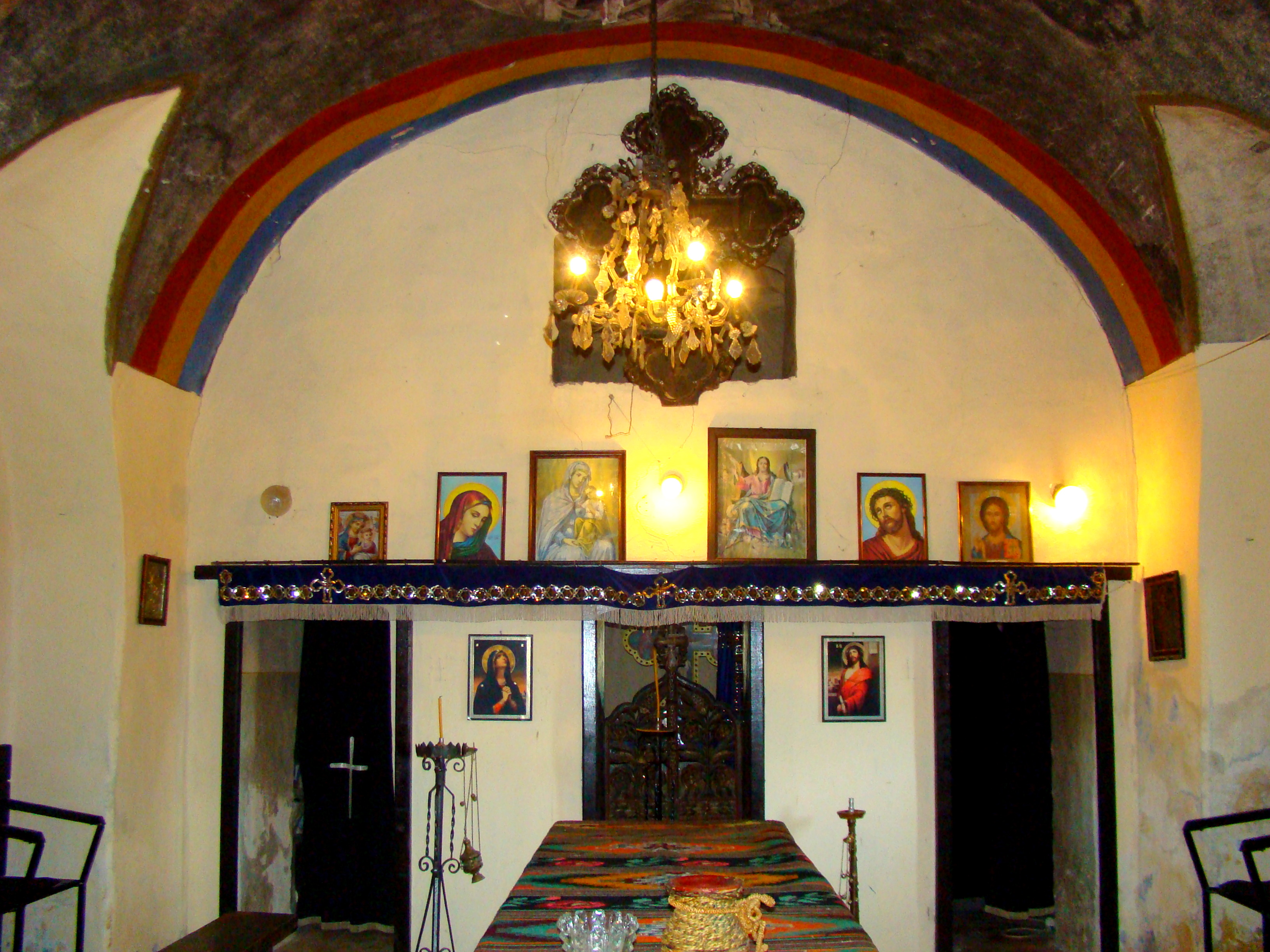
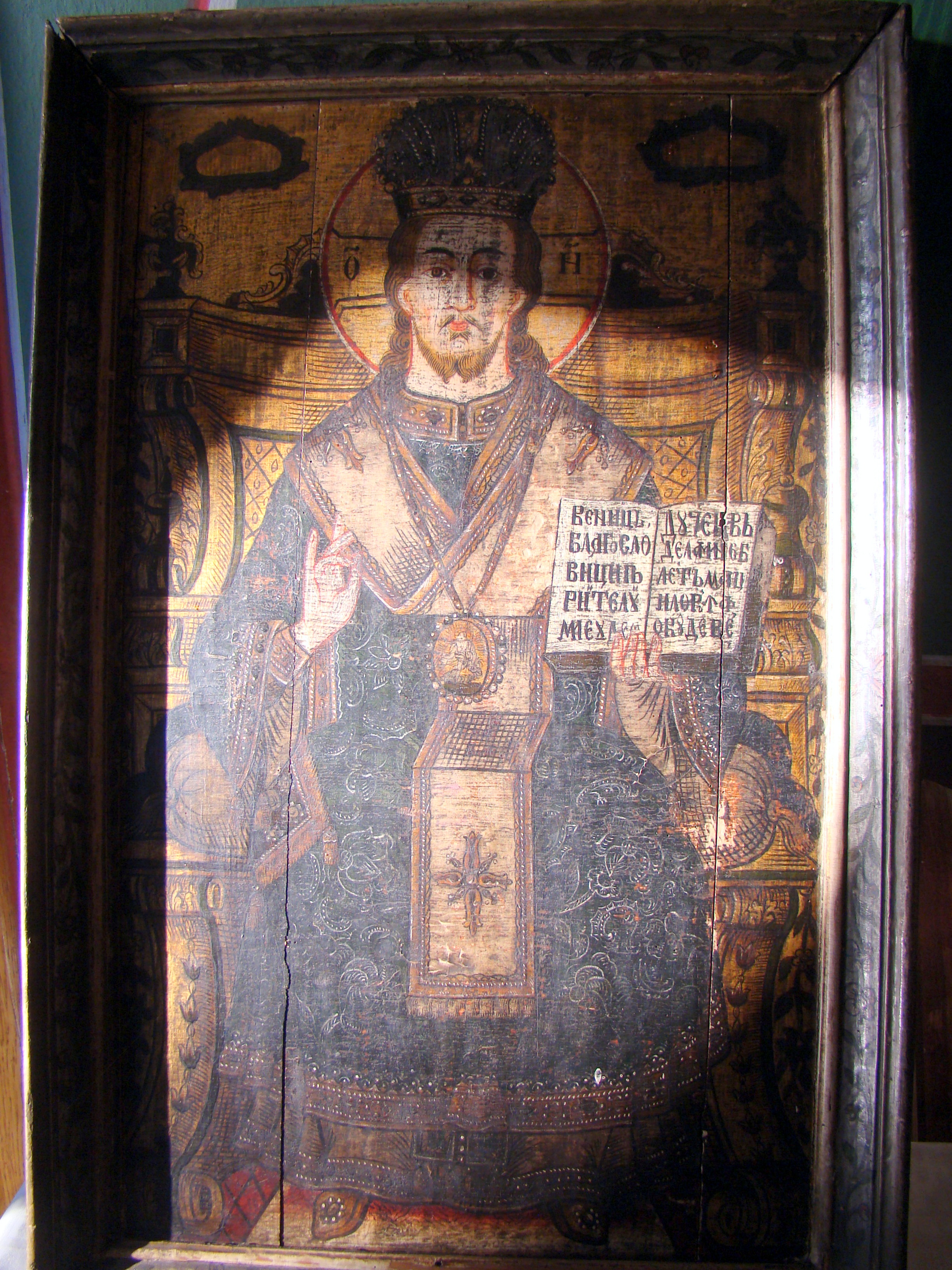
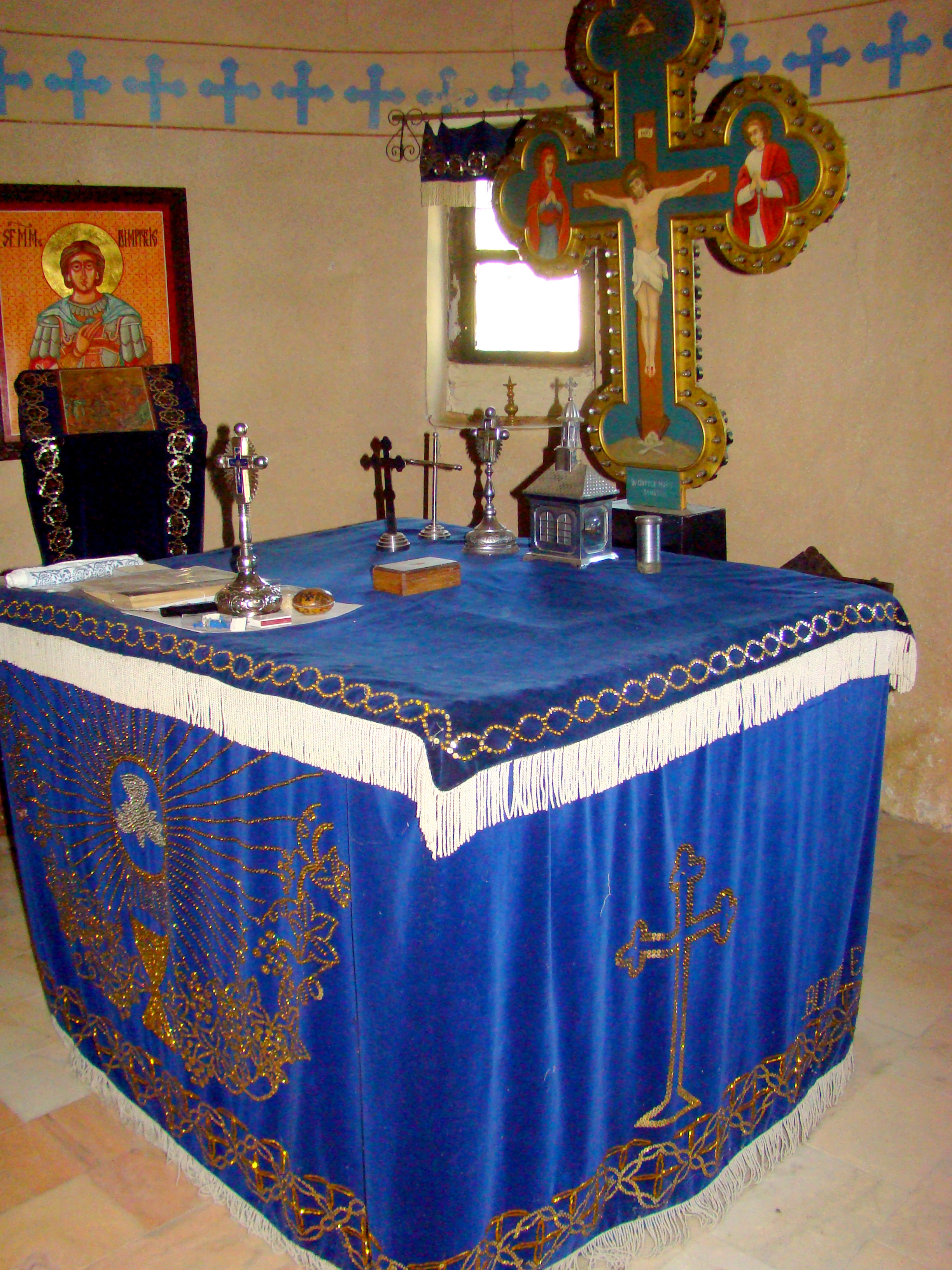
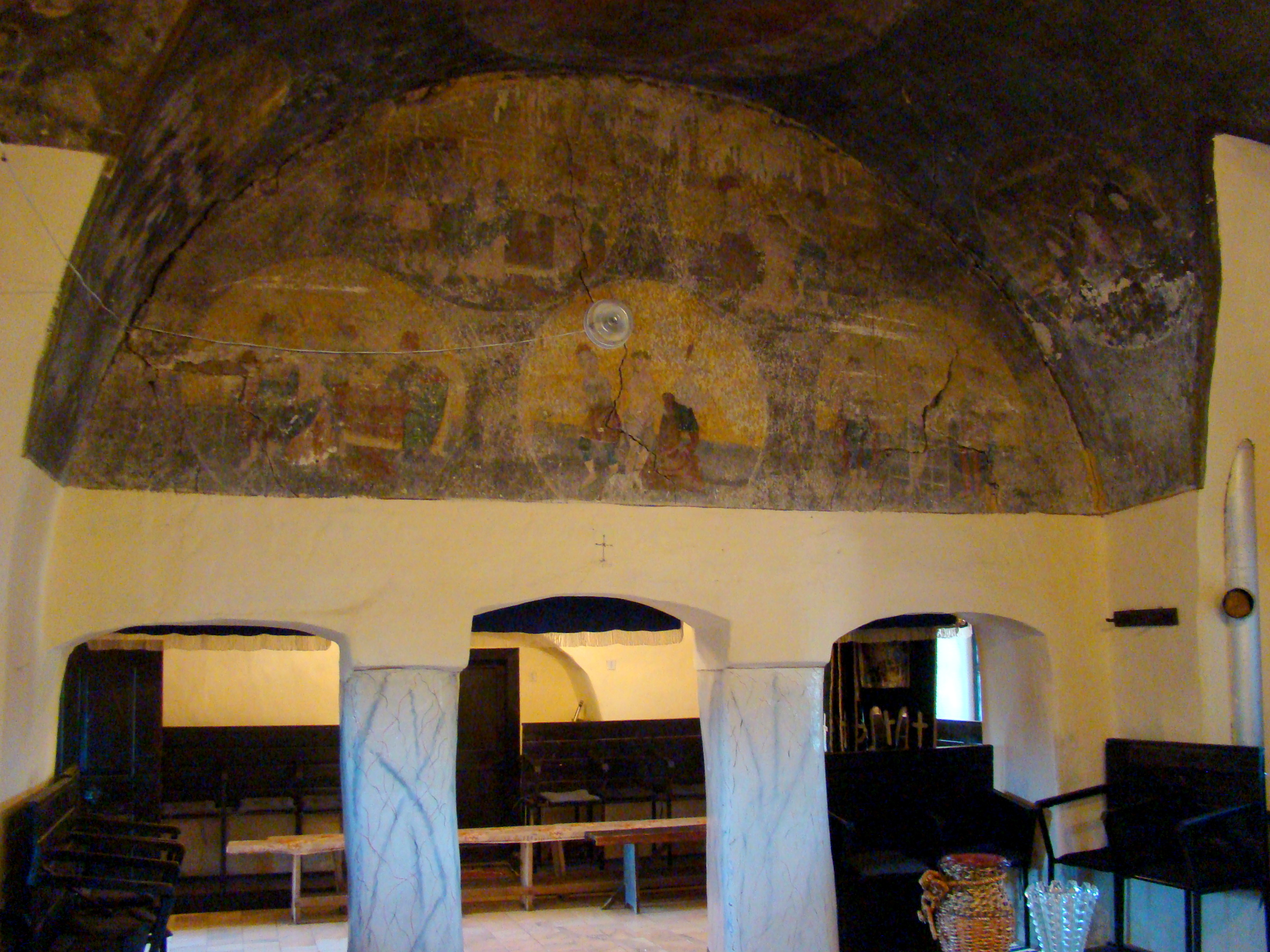
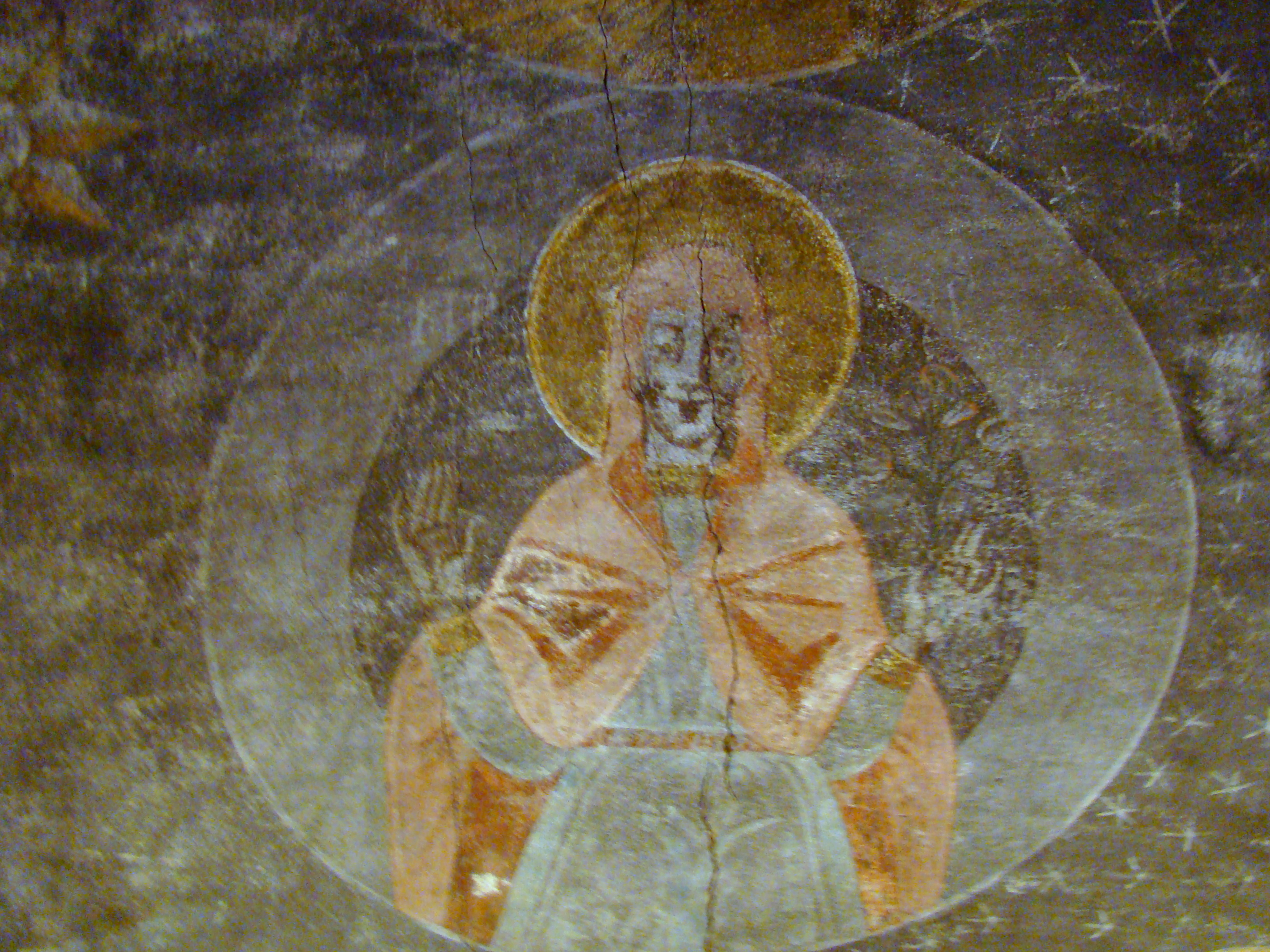
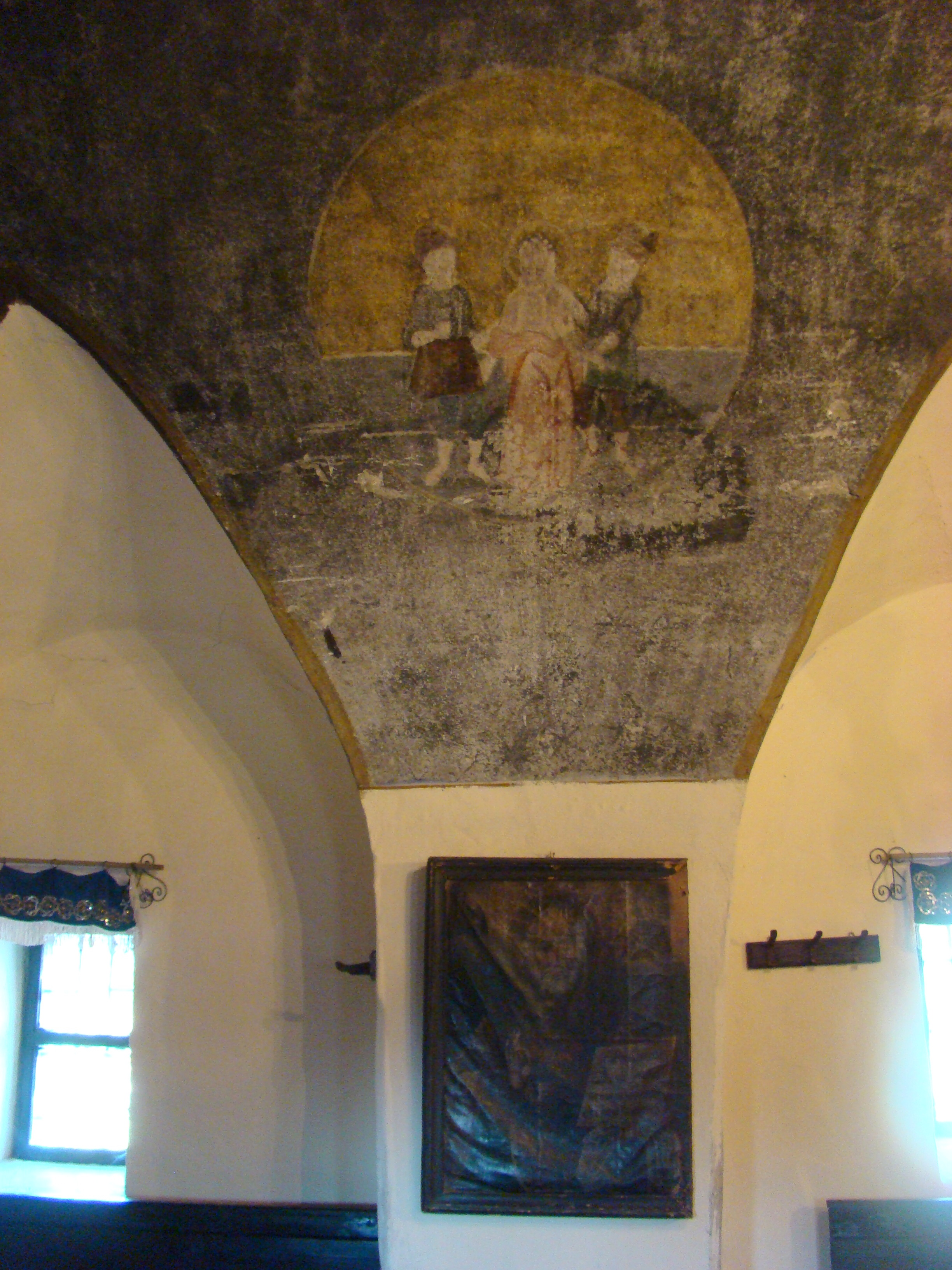
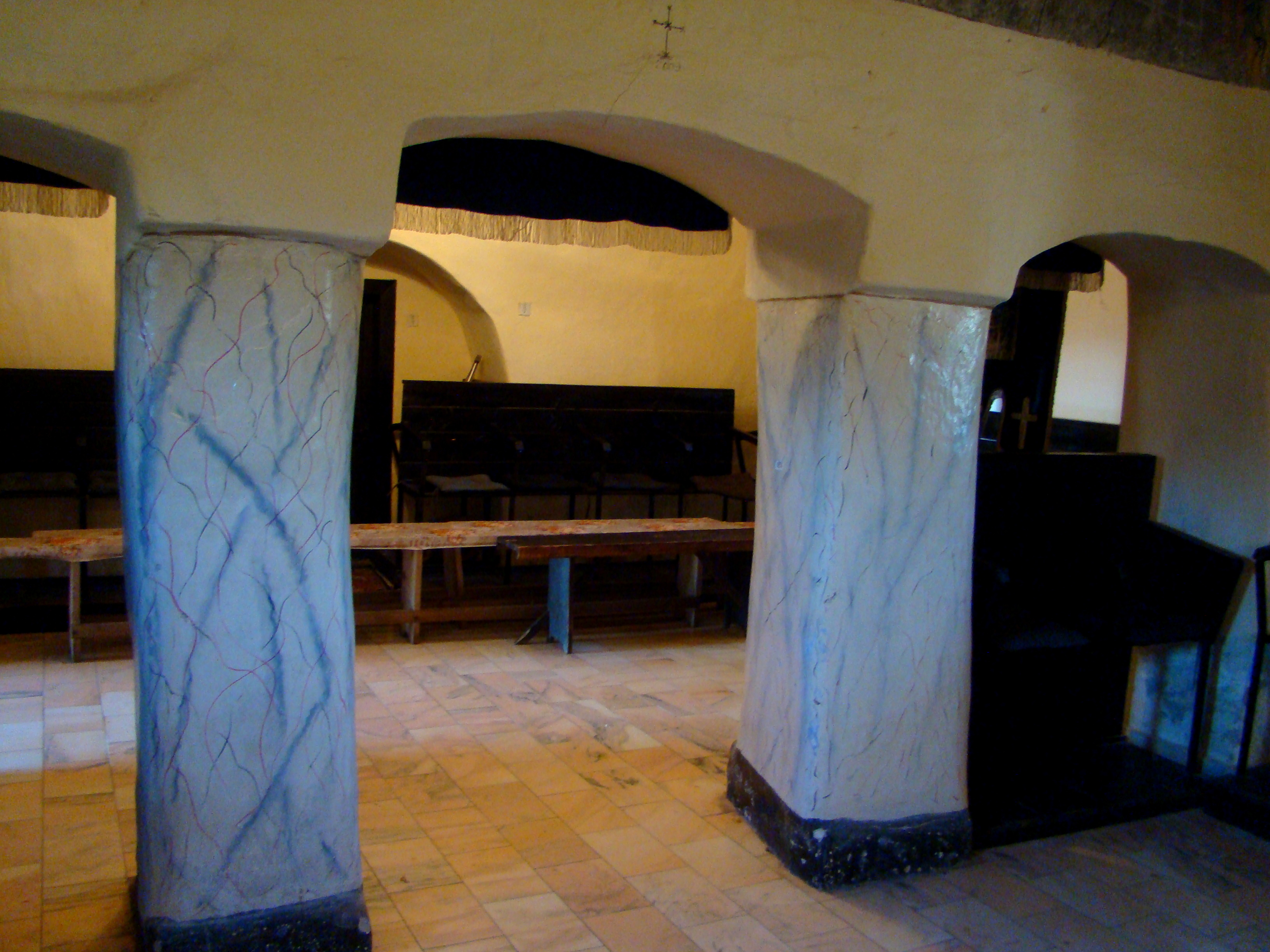
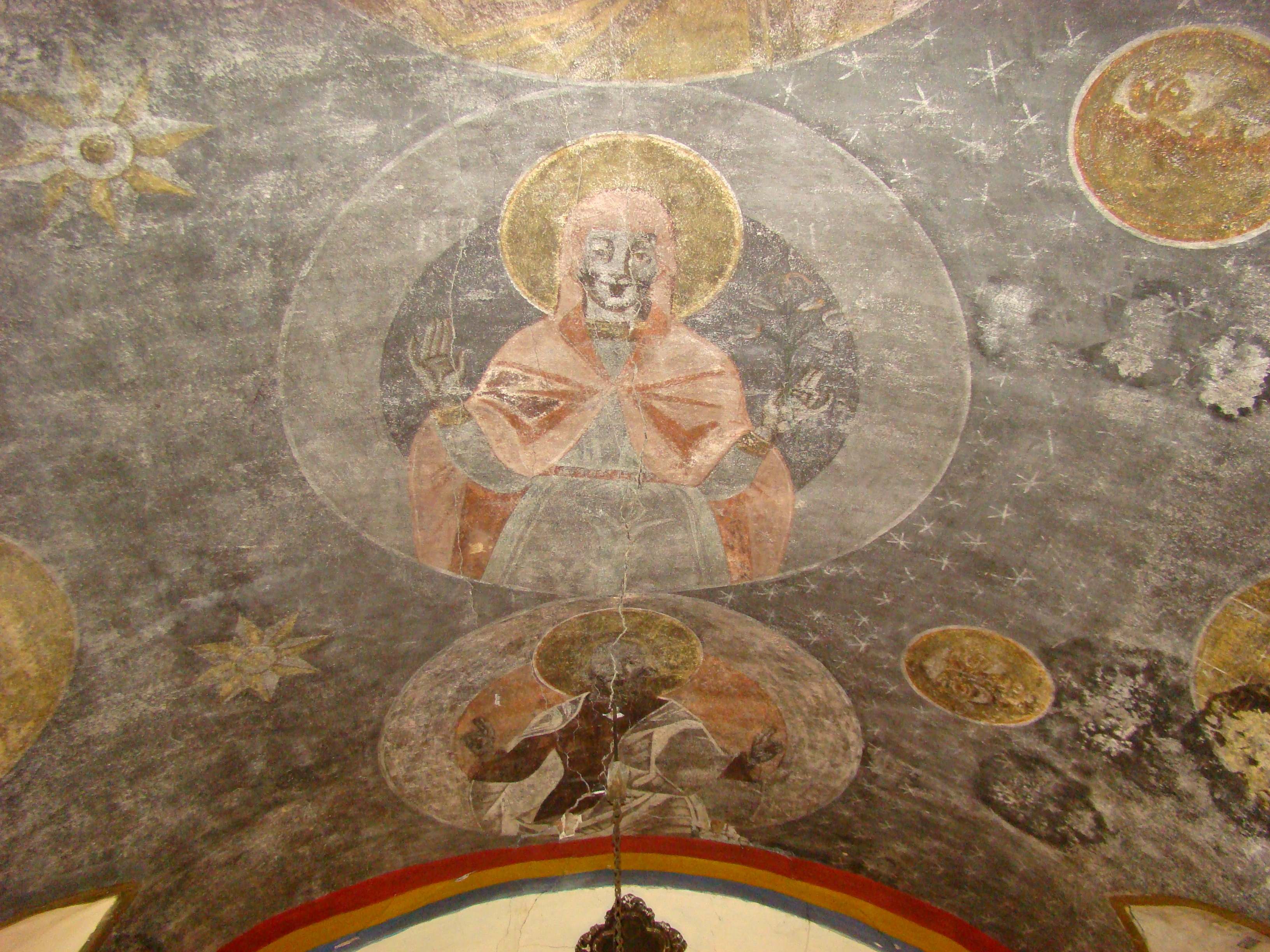
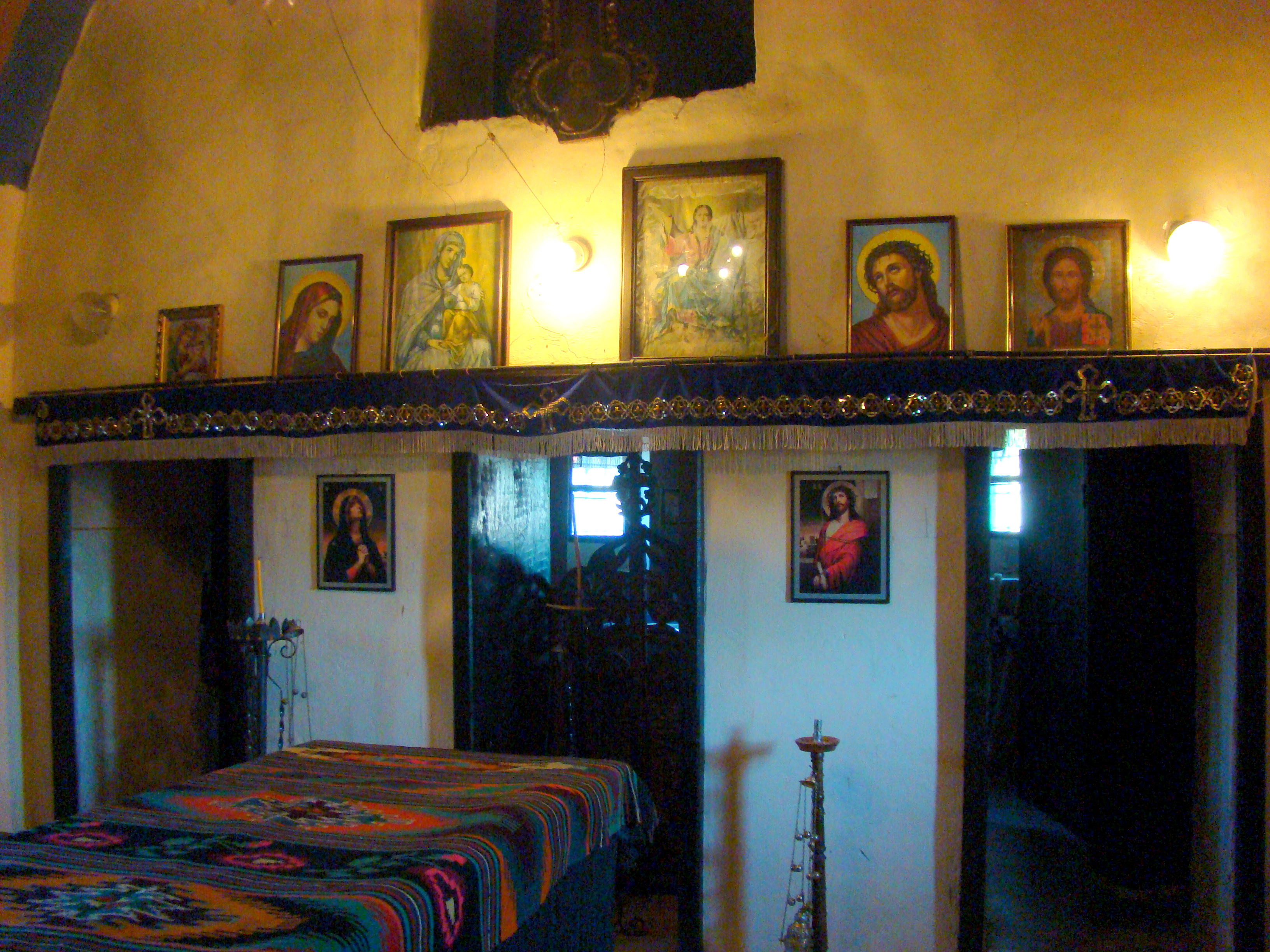
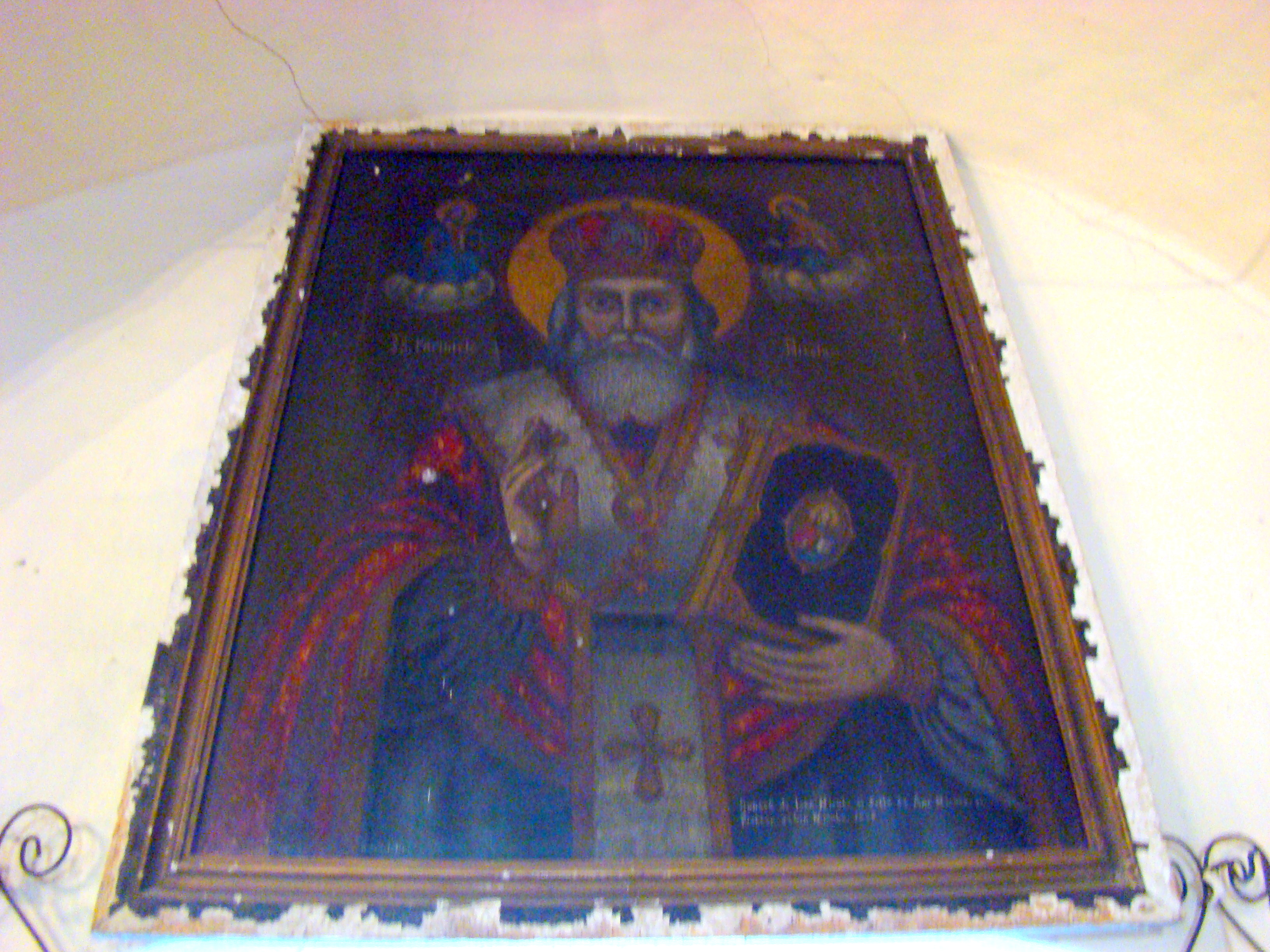
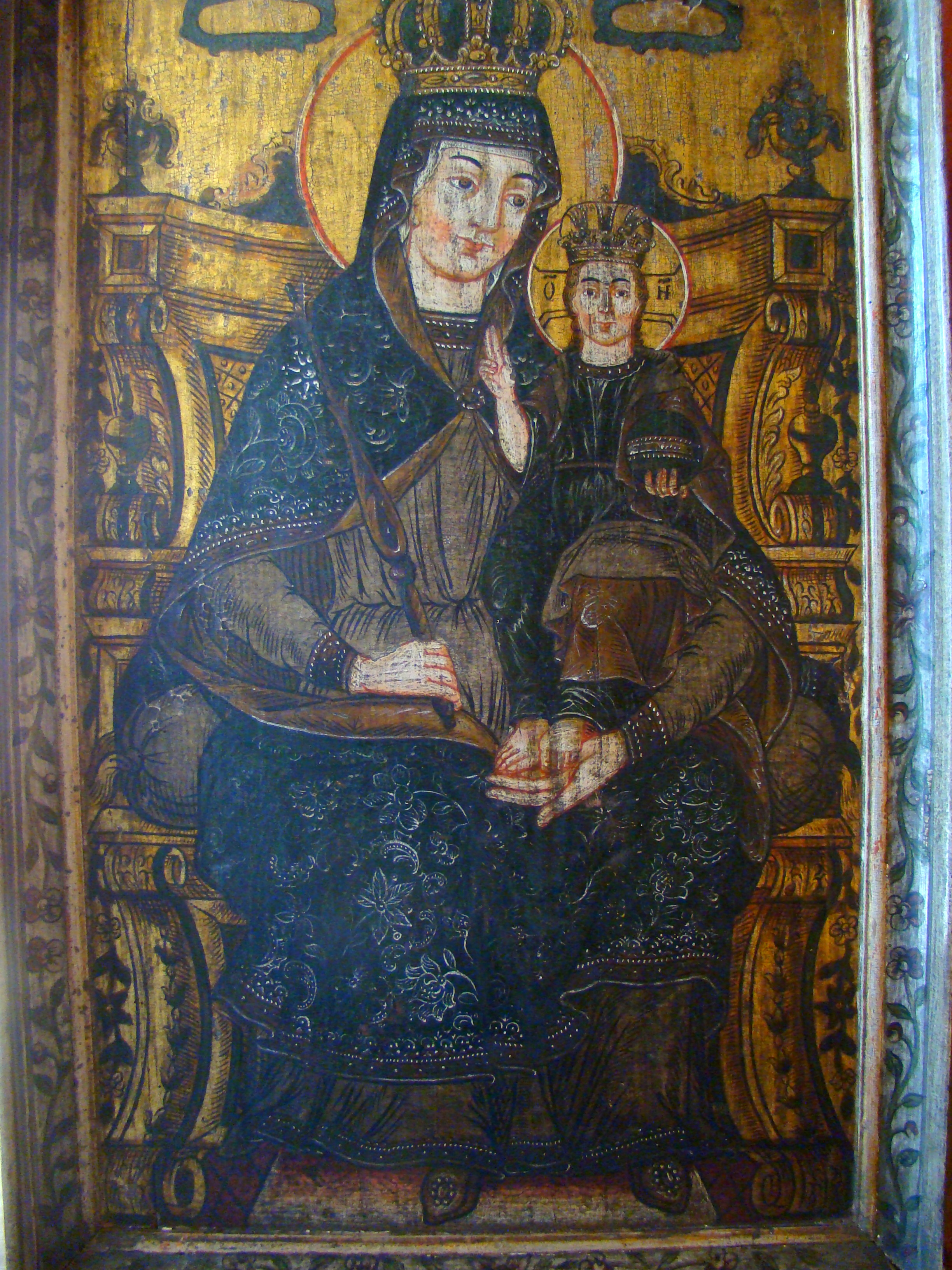